# テレビ東京オンデマンド
テレビ東京オンデマンド（テレビとうきょうオンデマンド）は、テレビ東京コミュニケーションズ（TXCOM）が運営するビデオ・オン・デマンドサービスの総称。
1. 無料配信の「ネットもテレ東」
2. 他社の動画配信サービスに有料動画（1話ないしパックでのレンタル視聴、定額見放題など）を提供する「テレビ東京オンデマンドパートナーズ」
3. アニメはテレビ東京公式アニメサイト「あにてれ」内で一部UHFアニメを含む
4. 報道やドキュメンタリーなどの日本経済新聞社系番組は会員制の「テレ東BIZ（テレビ東京ビジネスオンデマンド）」
5. テレビ東京、BSテレ東による、独自路線のデジタルコンテンツを集めた「テレ東プラス」

の各配信サイトにて配信されている。

## 概要
元々系列局が少ないテレビ東京の各番組を全国へ視聴展開するには、系列外局への番組販売による放送やBSジャパンでの遅れ放送が不可欠だったが、それでも全国展開が困難な番組が存在した。そこでテレビ東京は放送外収入の活路を求め、インターネットの番組動画配信に踏み切った。
番組の最新回は、一部を除き広告付き無料配信サイトの「ネットもテレ東」で配信されている。サブスクリプション配信はParavi（2023年6月30日よりU-NEXTに統合）が優先され、約半年を目処に他社でも配信されるようになるが、ドラマ枠や作品によっては他社動画配信サービスの優先ないし相乗りとなる。真夜中ドラマ枠（BSテレ東・テレビ大阪が幹事局）はNTTドコモ系列（ひかりTV・Lemino）が優先される。

## 歴史
- 2000年6月6日 - 「アニメエクスプレス」でオリジナルアニメの動画配信開始[1]。
- 2001年3月1日 - テレビ東京ブロードバンド株式会社（TXBB）を設立[2]。
- 2005年12月12日 - 「アニメエクスプレス」を「あにてれ」に改名[3][4]。
- 2006年
  - 2月1日 - 自社製作オリジナルWebアニメを「あにてれ」で有料配信開始。
  - 12月12日 - テレビアニメ配信サイト「あにてれしあたー」開設[5]。
- 2013年
  - 3月18日 - 「テレビ東京ビジネスオンデマンド」開設[6]。
  - 6月20日 - テレビ東京ブロードバンド株式会社が、株式会社テレビ東京コミュニケーションズに商号変更。
- 2014年5月30日 - オリジナル動画配信サイト「テレ東プレイ」開設[7]。
- 2015年
  - 4月13日 - 公式サイト、GYAO!、ニコニコチャンネルにて『ネットもテレ東キャンペーン』（現・ネットもテレ東）開始[8][9][10]。
  - 10月26日 - 在京民放キー局共同運営によるTVerを開設。
- 2017年4月1日 - 会員制有料動画配信サイトを「あにてれ」内に開設、同継続課金対応アプリが提供開始。
- 2018年4月1日 - TBSホールディングスやWOWOWなどによる合弁でParaviを開設[11]。
- 2021年
  - 4月12日 - テレビ東京ビジネスオンデマンドとテレビ東京が運営していたニュースサイト「テレ東NEWS」を統合。「テレ東BIZ」を開設[12]。
  - 6月30日 - あにてれのサービスを終了[13]。
- 2023年
  - 6月30日 - ParaviがU-NEXTに統合されコンテンツレーベルとなる。
  - 9月1日 - U-NEXTのコンテンツレーベル「テレ東BIZ セレクション」を開設[14]。

## 配信番組

### あにてれ
- 情報番組
  - あにレコTV
  - 声優ケンユウ倶楽部
  - あにてれ情報局A
  - あにてれ情報局Z
- 人形劇
  - NUTS LIFE
  - フォーカード
- テレビドラマ
  - 不思議少女 加藤うらら
  - アイドル×戦士 ミラクルちゅーんず!
  - 魔法×戦士 マジマジョピュアーズ!
  - ウルトラマンR/B
- Webラジオ（配信終了）
  - Pokémon Radio Show! ロケット団ひみつ帝国
  - 獣神RAVE 〜獣神演武RADIO〜

### テレ東BIZ（テレビ東京ビジネスオンデマンド）
- 報道番組
  - ニュースモーニングサテライト
  - ゆうがたサテライト（ネットでテレ東では一部コーナーを配信）
  - Mプラス
  - ワールドビジネスサテライト
  - BSニュース 日経プラス10
- 報道番組以外
  - 日曜ゴールデンの池上ワールド 池上彰の現代史を歩く〜Walking through Modern History〜
  - 日経スペシャル 未来世紀ジパング〜沸騰現場の経済学〜
  - 日経スペシャル ガイアの夜明け
  - 日経スペシャル カンブリア宮殿

### ネットもテレ東
- 2015年4月13日配信開始
  - YOUは何しに日本へ?
  - チマタの噺
  - ヨソで言わんとい亭〜ココだけの話が聞ける（秘）料亭〜
  - 所さんの学校では教えてくれないそこんトコロ!
  - ゴッドタン[15]
- 2017年4月16日配信開始
  - モヤモヤさまぁ〜ず2
- 番組開始と同時に配信開始
  - アイドル魂なだれ坂ロック!
  - 家、ついて行ってイイですか?
  - 石田純一のサンデーゴルフ
  - SKE48がひとっ風呂浴びさせて頂きます!
  - 音流〜On Ryu〜
  - 車あるんですけど…?
  - さまスポ
  - 空から日本を見てみようplus
  - 超かわいい映像連発!どうぶつピース!!
  - TVチャンピオン 極〜KIWAMI〜
  - バカリズムの30分ワンカット紀行
  - 勇者ああああ〜ゲーム知識ゼロでもなんとなく見られるゲーム番組〜
  - 夢遺産〜リーダーのその先〜
- 特別番組
  - ソコアゲ★ナイト#2018年月曜日の特別番組
  - 吉木りさに怒られたい

### テレ東プレイ
- 蛭子能収の一人でできるもん!!(Webオリジナル)